# Al-Baladhuri
Ahmed ibn Jahja ibn Džabir al-Baladhuri (arabsko أحمد بن يحيى بن جابر البلاذري) je bil arabski zgodovinar, ki je ustvarjal v 9. stoletju, * ok. 820, Bagdad, Abasidski kalifat, † 892, Bagdad, Abasidski kalifat. 
Bil je ugleden bližnjevzhodni zgodovinar svojega časa je večino svojega življenja preživel v Bagdadu, kjer je imel velik vpliv na dvoru kalifa al-Mutavakila. Potoval je po Siriji in Iraku ter zbiral podatke za svoja zgodovinska dela. 

## Življenje
Al-Baladhurijeva narodnost je bila opisana kot arabska in perzijska. Zdi se, da je bil on sam bolj naklonjen Arabcem.
Živel je na dvoru kalifov al-Mutavakila in al-Mustaina  in bil učitelj sina kalifa al-Mutaza. Umrl je leta 892 zaradi droge, imenovane baladhur (Semecarpus anacardium), po kateri je dobil ime. Srednjeveški arabski in judovski pisci so drogo opisovali kot "ojačevalec spomina".

## Dela
Njegovo glavno ohranjeno delo je Kitab Futuh al-Buldan (فتوح البلدان, Knjiga osvajanj dežel). Knjiga pripoveduje o vojnah in osvajanjih Arabcev od 7. stoletja ter njihovih odnosih s prebivalci osvojenih ozemelj. Zajema osvajanja dežel od Arabije na zahod do Egipta, Severne Afrike in Španije ter na vzhod do Iraka, Irana in Sinda. 
Njegova dela so bila bogat vir pšodatkov za poznejše pisce. Ansab al-Ašraf (أنساب الأشراف, Linija plemičev) je njegovo drugo ohranjeno delo, posvečeno arabski aristokraciji, ki v rodoslovnem zaporedju opisuje osebe od Mohameda in njegovih sodobnikov do omajadskih in abasidskih kalifov in zgodovine njihovih vladanj.
Njegove razprave o vzponu in padcu močnih dinastij so politično moralne. Njegovi komentarji so redki, z izjemo razprav o točnosti.